# Чюрюбаш (річка)
Чюрюба́ш (крим. Çürübaş, також Чурбаська, Тапсис) — річка в Україні, у Керченському районі Автономної Республіки Крим.

## Опис
Довжина річки 22 км, площа басейну водозбору 112  км², найкоротша відстань між витоком і гирлом — 11,29  км, коефіцієнт звивистості річки — 1,95 . Формується багатьма безіменними струмками та загатами.

## Розташування
Бере початок на південно-східній стороні від села Горностаївка (до 1948 — Аккоз, крим. Aqköz) . Тече переважно на північний схід через села Іванівку (до 1948 — Джепар, крим. Ceppar) , Приозерне (до 1948 — Чюрюбаш, крим. Çürübaş)  і впадає в озеро Чурбаське.

## Цікавий факт
- У селі Горностаївка з лівої сторони від річки пролягає автошлях М17 (автомобільний шлях міжнародного значення на території України, Херсон — Джанкой — Феодосія — Керч — державний кордон із Росією).